# Andrej Ostrikov
Andrej Aleksandrovič Ostrikov (in russo Андрей Александрович Остриков?; Mosca, 2 luglio 1987) è un rugbista a 15 russo, dal 2019 seconda linea del Grenoble.

## Biografia
Cresciuto nelle giovanili dello Slava di Mosca ma rifinitosi rugbisticamente in Francia, vanta una formazione professionistica nella seconda divisione di quel Paese nelle file dell'Agen, club in cui rimase fino al 2009.
Di tale anno è il trasferimento all'Aurillac, altra squadra di seconda divisione, in cui, in due stagioni, Ostrikov fu titolare fisso con 40 presenze in due campionati.
Alla fine della stagione di Pro D2 2010-11 è giunto l'ingaggio del giocatore russo da parte della squadra inglese del Sale Sharks con un contratto biennale.
L'esordio in prima squadra in una competizione ufficiale è avvenuto nel corso della Challenge Cup, proprio ad Agen, dove il Sale Sharks ha vinto 29-14.
A livello internazionale Ostrikov disputò il suo primo incontro per la Russia contro il Portogallo (vittoria 41-26) a Krasnodar il 1º marzo 2008 in un incontro valido per il campionato europeo 2006-08; secondo classificato al campionato 2008-10, ha guadagnato la qualificazione alla Coppa del Mondo di rugby 2011 alla quale è stato convocato anche se mai schierato.